# Henricosborniidae
Henricosborniidae — родина вимерлих нотоунгулят, відомих з пізнього палеоцену до середнього еоцену в Аргентині, Болівії та Бразилії. Назва на честь американського палеонтолога Генрі Ферфілда Осборна.

## Опис
Henricosborniidae — це група примітивних нотоунгулятів. Henricosborniidae відомі лише з пізнього палеоцену та раннього еоцену (59–48 мільйонів років тому), що робить їх трохи старшими та примітивнішими за нотостилопідів. Зубна система є найбільш узагальненою та примітивною з усіх нотоунгулятів, і вважається, що вони знаходяться поблизу джерела всіх нотоунгулятів. Мають низькі коронки зубів і зубну формулу: 3.1.4.3 / 3.1.4.3.
Джордж Гейлорд Сімпсон зазначив, що багатьох ссавців, яких описав Амегіно та сам Сімпсон, із формації Ріо-Чіко на атлантичному узбережжі Патагонії, дуже важко відрізнити одне від одного як на рівні роду, так і на родині. Часто ці групи ссавців, у тому числі генрікосборніїди, відомі лише за одним або кількома ізольованими зубами, знайденими лише в одному місці. Кожен із цих зубів, швидше за все, представляє окремий вид, але ці види не можуть бути належним чином описані, якщо не буде знайдено порівнянний матеріал. McKenna & Bell 1997 синонімізували ("= або включаючи") багато видів, названих Амегіно та іншими. Серед іншого McKenna & Bell включили Postpithecus до Othnielmarshia.
Simpsonotus, з двома видами, знайденими у формації Меалла в провінції Хужуй на північному заході Аргентини, є найповнішими генрікосборніїдами. Виходячи з особливостей їхньої слухової області, вони можуть бути найпримітивнішими нотунглятами з усіх знайдених. З іншого боку, якщо ці примітивні риси поділяють інші члени родини, Паскуаль, Вучетич і Фернандес 1978 стверджували, що родину, можливо, слід визнати окремим підрядом.